# Зак Алън
Зак Алън (на английски: Zack Allan) е измислен герой от научнофантастичния сериал Вавилон 5. Той е заместник-ръководител на Охраната на станцията през третия и четвъртия сезон на сериала. Малко е известно за миналото му, освен това, че Майкъл Гарибалди го е наел на работа въпреки противоречивото му досие. За известно време Зак е член на организацията „Нощна Стража“, което го изправя пред сериозна морална дилема през Сезон 3. Той е способен служител и заслужено става Ръководител на Охраната в началото на петия сезон.